# Dominique Blanc
Dominique Blanc (ur. 25 kwietnia 1956 w Lyonie) – francuska aktorka filmowa i teatralna.

## Życiorys
Kształciła się w szkole teatralnej Cours Florent. W 1980 za namową Pierre'a Romans aktorkę odwiedził Patrice Chéreau, który zaproponował jej pracę w przedstawieniu Henrika Ibsena Peer Gynt.
Jedna z najlepiej ocenianych przez krytyków aktorek francuskich. Czterokrotnie zdobyła nagrodę Cezara (w 1990, 1992, 1998 i 2000). Jest również laureatką  Pucharu Volpiego dla najlepszej aktorki na 65. MFF w Wenecji.
Zasiadała w jury konkursu głównego na 52. MFF w Cannes (1999).

## Filmografia
Filmy fabularne
- 2015: Spectrographies jako Nadja
- 2015: Peur de rien jako Madame Gagnebin
- 2015: Fou d'amour jako Armance
- 2012: Alexandra David-Néel: J'irai au pays des neiges jako Alexandra David Neel
- 2012: Iolanta/Perséphone jako Perséphone
- 2011: Un autre monde jako Fanny
- 2010: Kot w Paryżu (Une Vie de chat) jako Jeanne (głos)
- 2010: L'autre Dumas jako Céleste Scriwaneck
- 2009: Un homme d'honneur jako Gilberte Bérégovoy
- 2008: L'autre jako Anne-Marie Meier
- 2008: Par suite d'un arrêt de travail... jako Fabienne
- 2008: Plus tard jako Tania
- 2007: Capitaine Achab jako Anna
- 2007: Le pendu jako Alma
- 2007: Monsieur Max jako Alice
- 2006: Les amitiés maléfiques jako Florence Duhaut
- 2005: Wypalony (Sauf le respect que je vous dois) jako Clémence Durrieux
- 2005: Un fil à la patte jako Baronowa Duverger
- 2003: Phèdre jako Phèdre
- 2002: Ładne kwiatki! (C'est le bouquet!) jako Edith
- 2002: Po życiu (Apres la vie) jako Agnès Manise
- 2002: Wspaniała para (Un Couple épatant) jako Agnès
- 2002: Zbieg (Cavale) jako Agnès Manise
- 2002: Był sobie anioł (Peau d'ange) jako Soeur Augustine
- 2001: Pornograf jako Jeanne
- 2001: Mleko ludzkich uczuć (Le Lait de la tendresse humaine) jako Claire
- 2001: Avec tout mon amour jako Adèle
- 2001: Czarna plaża (La Plage noire) jako Sylvie
- 2001: Un pique-nique chez Osiris jako Olympe de Cardoville
- 2000: Stand-by jako Hélène
- 2000: Sur quel pied danser? jako Jeanne
- 2000: Aktorzy (Les Acteurs) jako Geneviève
- 1999: Le mariage de Fanny jako Narrator (głos)
- 1999: La voleuse de Saint-Lubin jako Françoise Barnier
- 1998: Córka żołnierza nie płacze (A Soldier's Daughter Never Cries) jako Candida
- 1998: Ci, którzy mnie kochają, wsiądą do pociągu (Ceux qui m'aiment prendront le train) jako Catherine
- 1997: Alors voilà jako Rose
- 1997: C'est pour la bonne cause! jako Jeanne
- 1996: Le livre de minuit jako Żona
- 1996: Faisons un rêve jako Elle
- 1995: Całkowite zaćmienie (Total Eclipse) jako Isabelle Rimbaud
- 1994: Train de nuit
- 1994: Królowa Margot (La reine Margot) jako Henriette de Nevers
- 1994: Loin des barbares jako Zana
- 1993: Une femme en bataille jako Colette Bonzo
- 1993: Faut-il aimer Mathilde? jako Mathilde
- 1992: L'échange
- 1992: Indochiny (Indochine) jako Yvette
- 1992: L'affût jako Isabelle Morigny
- 1991: Largo desolato jako Lucy
- 1991: Plaisir d'amour jako Clo
- 1990: Milou w maju (Milou en mai) jako Claire
- 1989: Pan na zamku (Je suis le seigneur du château) jako Madame Vernet
- 1988: Sprawa kobiet (Une affaire de femmes) jako Jasmine
- 1988: Kilka dni ze mną (Quelques jours avec moi) jako Georgette
- 1988: Savannah jako Jeanne
- 1988: Natalia jako Jacqueline Leroux
- 1987: Das weite Land jako Adèle Natter
- 1986: L'iguane
- 1986: Kobieta mego życia (La femme de ma vie) jako Sylvia
- 1986: L'inconnue de Vienne jako Martine
- 1985: Camisole de force jako Dziewczyna w barze
- 1983: Richelieu ou La journée des dupes jako Madame de Comballet
- 1981: Peer Gynt jako Młoda dziewczyna

Seriale telewizyjne
- 2015: Wersal: Prawo krwi (Versailles) jako Anna Austriaczka
- 2011: À la recherche du temps perdu jako Madame Verdurin
- 2006: Le cri jako Pierrette Guibert
- 1996: L'allée du roi jako Françoise d'Aubigné, markiza de Maintenon
- 1988: Sueurs froides jako L'infirmière
- 1988: Les enquêtes du commissaire Maigret jako Eva
- 1987: Les cinq dernières minutes jako Madeleine
- 1985: Néo Polar jako Marie-Laure
- 1984: Koronki (Lace) jako Teresa

Reżyseria
- 2012: Hope
- 2012: Hopper Stories
- 2005: Sandra Kalniete

Scenariusz
- 2012: Hope
- 2012: Hopper Stories